# Second Opinion Nyheter AB
Second Opinion Nyheter AB, grundad 2008, är en webbaserad nyhetstjänst som anser sig komplettera, fördjupa och granska nyheter från andra medier. Det är även en plats för diskussion och debatt om medier och journalistikens utveckling. Tjänstens artiklar kallas second opinions och skrivs av betalande företag/organisationer, den egna oberoende redaktionen eller privatpersoner.

## Tjänsten
Second Opinion har två undereditioner, Second Opinion Medieetik och Second Opinion Energi.
Tjänsten är gratis att läsa, och privatpersoner kan skriva inlägg utan kostnad, dock inte anonymt och företag/organisationer betalar för att få publicera artiklar. Via Twingly, Knuff.se och liknande tjänster kan second opinions länkas från den ursprungliga nyhetskällan.
Second Opinion lanserades den 16 februari 2009 av Maria Bjaring (producent från Sveriges Radio), Martin Gerentz (grundare av nyhetsbyrån Direkt) och Mats Olin (grundare av PR-byrån Springtime), varav Maria Bjaring och Mats Olin är delägare.
Lanseringen av Second Opinion fick ett övervägande positivt [källa behövs] mottagande i pressen, där bland andra Lars Adaktusson välkomnade den nya aktören, och skrev att:
| ”                       | Under många år har det varit något av en betingad reflex inom journalistkåren att underkänna ifrågasättanden och inkompetensförklara kritiker. [...] När journalistiken nonchalerar relevanta och välgrundade ifrågasättanden, skapas utrymme för nya aktörer i nyhetsförmedlingen. | „ |
| – Lars Adaktusson i SvD | |   |

## Kritik
Second Opinion har uppmärksammats i bland annat radioprogrammet Medierna i Sveriges Radio P1 där det ifrågasätts att de tar betalt av makthavare för att föra fram en åsikt som ligger mer i linje med kundens bild av sig själv. För en kostnad av 12 000 - 25 000 kronor kan en skribent från Second Opinion genomföra en beställd granskning.
Enligt Mats Olin kan inte uppdragsgivaren påverka vad som står i artikeln, men de "har rätt att säga ja eller nej till publicering". Second Opinion har bland annat granskat journalisten Fredrik Laurins text om fiske, på uppdrag av (den i Laurins artikel kritiserade) fiskebåtsägaren Coco Belfrage, samt Ekots "grisavslöjande", på uppdrag av bland annat Svenskt Näringsliv.

### Fotnoter
1. ↑  Bjaring, Maria (15 februari 2010). ”Kommentar till artikeln Filter får inte stöd av källor för fiskehistoria”. Arkiverad från originalet den 14 augusti 2010. https://web.archive.org/web/20100814094044/http://www.second-opinion.se/so/view/750#comments. Läst 29 oktober 2010.
2. ↑  Christina Kennedy. ”Allt mer journalistik med betalda baktankar”. Scoop. Arkiverad från originalet den 13 augusti 2010. https://web.archive.org/web/20100813010658/http://www.fgj.se/page.asp?omrID=3&SubID=121&SubSubID=.